# HKS
HKS Co., Ltd. (株式会社エッチ・ケー・エス, Kabushiki-gaisha Ecchi Kē Esu) é uma companhia japonesa com sede em Fujinomiya, Shizuoka. Especializada na fabricação e venda de peças de reposição e acessórios e componentes automotivos.

## Produtos
A HKS fornece aos modelos domésticos japoneses peças de reposição que vão desde componentes internos de motores, como bielas e eixos de comando de válvulas, até peças externas, como válvulas blow-off, intercooler k.
A companhia também produz o motor de aviao HKS 700E, pela sua subsidiária, HKS Aviation. E também produziu um motor "Speedway cycle" de 600 cilindradas.